# Миккаити (княжество)
Княжество Миккаити (яп. 三日市藩 Миккаити-хан) — феодальное княжество (хан) в Японии периода Эдо (1724—1871). Миккаити-хан располагался в провинции Этиго (современная префектура Ниигата) на острове Хонсю.

## История
Административный центр хана: Миккаити jin’ya в провинции Этиго (современный город Сибата в префектуре Ниигата).
В 1724 году Янагисава Ёсисато, старший сын Янагисавы Ёсиясу, был переведен из Кофу-хана в Корияма-хан в провинции Ямато. В результате этого перевода было освобождено поместье с доходом 10 000 коку в провинции Этиго. Янагисава Ёсиясу добился того, что туда был назначен его пятый сын, Янагисава Токитика (1696—1750). Он и стал первым даймё Миккаити-хана. После трех месяцев правления Янагисава Токитика передал власть в княжестве своему младшему брату, Янагисаве Ясуцунэ (1706—1760). Миккаити-хан находился под управлением рода Янагисава вплоть до Реставрации Мэйдзи. Даймё из клана Янагисава предпочитали постоянно жить в Эдо и управляли своим доменом через назначенных ими чиновников. Финансовое состояние княжества постоянно находилось в состоянии банкротства, запоздалые усилия по исправлению ситуации с помощью реформ в 1843 году ни к чему не привели.
В период Бакумацу княжество Миккаити не смогло исполнить приказ сёгуната Токугава по береговой охране, а княжеская резиденция в Эдо была разрушена во время землетрясения 1855 года. Янагисава Норитада, последний даймё Миккаити-хана (1856—1871), был единственным правителем из рода, который посетил свои владения, но не сделал он это только для того, чтобы отправить свой воинский контингент в соседний домен Сибата-хан во время Войны Босин.
В июле 1871 года после административно-политической реформы Миккаити-хан был ликвидирован. Первоначально на территории бывшего княжества была создана префектура Миккаити, которая позднее была включена в состав префектуры Ниигата. Янагисава Норитада получил титул сисяку (виконта) в новой японской аристократической системе (кадзоку).

## Список даймё
| #                               | Имя и годы жизни                              | Годы правления | Титул                     | Ранг                    | Кокудара    | Примечания                                                             |
| ------------------------------- | --------------------------------------------- | -------------- | ------------------------- | ----------------------- | ----------- | ---------------------------------------------------------------------- |
| Род Янагисава (фудай) 1724—1868 |                                               |                |                           |                         |             |                                                                        |
| 1                               | Янагисава Токитика (1696-1750) (яп. 柳沢時睦) | 1724-1724      | Shikibu-no-sho (式部少輔) | Пятый нижний (従五位下) | 10,000 коку | Пятый сын Янагисавы Ёсиясу (1658—1714), даймё Кавагоэ-хана и Кофу-хана |
| 2                               | Янагисава Ясуцунэ (1706-1760) (яп. 柳沢保経)  | 1724-1760      | Danjo-shohitsu (弾正少弼) | Пятый нижний (従五位下) | 10,000 коку | Седьмой сын Янагисавы Ёсиясу, младший брат предыдущего                 |
| 3                               | Янагисава Нобуаки (1747-1782) (яп. 柳沢信著)  | 1760-1782      | Shikibu-no-sho (式部少輔  | Пятый нижний (従五位下) | 10,000 коку | Старший сын предыдущего                                                |
| 4                               | Янагисава Сатоюки (1758-1804) (яп. 柳沢里之)  | 1782-1804      | Синано-но-ками (信濃守)   | Пятый нижний (従五位下) | 10,000 коку | Приёмный сын предыдущего                                               |
| 5                               | Янагисава Сатоё (1789-1827) (яп. 柳沢里世)    | 1804-1826      | Синано-но-ками (信濃守)   | Пятый нижний (従五位下) | 10,000 коку | Старший сын предыдущего                                                |
| 6                               | Янагисава Сатоаки (1809-1843) (яп. 柳沢里顕)  | 1826-1842      | Danjo-shohitsu (弾正少弼) | Пятый нижний (従五位下) | 10,000 коку | Двоюродный брат и приёмный сын предыдущего                             |
| 7                               | Янагисава Ясутака (1833-1856) (яп. 柳沢泰孝)  | 1842-1856      | Danjo-shohitsu (弾正少弼) | Пятый нижний (従五位下) | 10,000 коку | Старший сын предыдущего                                                |
| 8                               | Янагисава Норитада (1854-1936) (яп. 柳沢徳忠) | 1856-1871      | Синано-но-ками (信濃守)   | Пятый нижний (従五位下) | 10,000 коку | Старший сын предыдущего.                                               |